# Sæby (Lejre Kommune)
 For alternative betydninger, se Sæby (flertydig). (Se også artikler, som begynder med Sæby)
Sæby er en landsby på Midtsjælland med 336 indbyggere  (2024). Sæby er beliggende i Sæby Sogn på Hornsherred to kilometer vest for Gershøj og tre kilometer øst for Kirke Hyllinge. Landsbyen ligger 18 kilometer øst for Holbæk og 20 kilometer nordvest for Roskilde. Sæby tilhører Lejre Kommune og er beliggende i Region Sjælland.
Sæby Kirke ligger i landsbyen.